# 倉野麻里
倉野 麻里（くらの まり、1980年3月30日 - ）は、テレビ東京アナウンサー、ナレーター。上智大学理工学部数学科卒業、東京都出身。3児の母。

## 経歴
東京都生まれ。普連土学園中学校・高等学校、上智大学理工学部数学科を卒業。
中学時代に国語の授業で先生にアナウンサーに向いているのでは？と言われる。もともとニュース番組が好きだったのでテレビ局に就職しようと考えた。
2002年（平成14年）4月1日、テレビ東京に入社。同期入社のアナウンサーは、大橋未歩と中川聡。「ワールドビジネスサテライト」トレンドたまごレポーター、「ワールドビジネスサテライト土曜版」フィールドキャスターなどを務める。
2007年（平成19年）1月1日、元『T-SQUARE』のメンバーでキーボード担当のジャズミュージシャンの松本圭司と結婚（入籍）したが、その後離婚。
2007年から夕方ニュース「速ホゥ!」のサブキャスターに就任。
2008年（平成20年）から「NEWS FINE」サブキャスター。午後3時半からのFINE1部では「倉野のコレ見テ！」コーナーも担当した。
2011年（平成23年）3月に一般人男性と再婚。妊娠が確認できたため、2012年（平成24年）6月末で産前産後休暇に入る。出産を経て2014年（平成26年）3月より復帰。
2015年（平成27年）1月より第2子出産のため、2度目の産休入り。2016年（平成28年）6月に復職して7月より『Mプラス11』の月曜日・火曜日担当のキャスターとして出演。また不定期で『朝ダネ!』のMCで登場していた。
2019年（平成31年）3月に第3子出産したため、産前産後休業を取得。2020年（令和2年）4月より復帰。

## 人物
- 音楽好き。お気に入りのアーティストは「ビル・エヴァンス」「コールドプレイ」「エド・シーラン」「キース・ジャレット」「アデル」「ノラ・ジョーンズ」「大橋トリオ」「スピッツ」[4]。
- 映画好き。お気に入りの映画は「シカゴ」「グレイテスト・ショーマン」「バーレスク」「あの頃ペニー・レインと」「ロミオ+ジュリエット」[4]。
- 女性アナウンサーには比較的珍しい理系出身で、中学校・高等学校数学科の教員免許を所持している[13]。
- 特技は絶対音感・一輪車。絶対音感については『WBS』内で触れられたことがある[3]。
- 趣味は料理全般、旅行[3]。
- 座右の銘は「It's not too late to start anything !!」。日本語訳は「何かを始めるのに遅すぎるということはない」[4]。
- 短所はせっかち[4]。
- アナウンサーになって良かったことは「ナレーションの面白さ、奥深さに目覚めたこと」[4]。
- アナウンサーになっていなかったら教師になっていた[4]。
- 好きな食べ物は「辛いもの」「燻製」「麺類」「チョコレート「パン」「奈良漬」「もちもちしたもの」[4]。
- リフレッシュ術は「手の込んだお菓子や料理を作って没頭する」[4]。
- 他の人より少し自慢できることは「どこでも寝られる」「いやなことも大抵は寝たら忘れられる」[4]。
- 愛称は「くらまり」「プニ」。「プニ」の由来は頬がプニプニしている（膨らんでいる）ことから。リスに似ていることから。顔文字 (●ﾟ∀ﾟ●) で表現されることがある[13]。
- 3児の母。ママアナウンサー[13]。
- 血液型はAB型。身長159cm[13]。

## 出演番組

### 現在
- 巨大企業の日本改革3.0「生きづらいです2021」〜大きな会社と大きな会社とテレ東と〜（ナレーター）[4]
- 徳光和夫の名曲にっぽん 昭和歌謡人（ナレーター）（BSテレ東）[4]
- 聞く『カンブリア宮殿』（ナレーター、Voicy）※音声[4]
- シナぷしゅマンマタイム（ナレーター）[14]

### 過去
- ワールドビジネスサテライト土曜版（2003年4月5日 - 2004年9月）
- 朝は楽しく!スマイルサプリメント（木曜日）
- WRC世界ラリー選手権2006（番組ナビゲーター）
- ワールドビジネスサテライト ［火曜日、主に、番組内コーナー「トレンドたまご」担当（入社1年目〈2002年〉から2007年3月まで）］
- スポパラ・スポ魂!（水曜日）
- こちら経済編集長（日曜日、BSジャパン）
- 速ホゥ!（2006年7月 - 2008年9月26日）
- みんなとてれと（隔週日曜日）
- Jナビ（BSジャパン）
- 池上彰の選挙スペシャル（2010年7月11日）
- NEWS FINE（2008年9月29日 - 2011年9月30日）
- NEWSアンサー（2011年10月3日 - 2012年6月29日）
- L4YOU!プラス（株式のサブキャスター、2014年3月31日 - 2014年12月）
- Mプラス11（月・火、キャスター）
- 朝ダネ!（火・水・金、不定期。紺野あさ美との交互担当）
- ゆうがたサテライト（初出しっ！コーナー[15]、金曜担当）
- 孤独のグルメ Season9 第4話（2021年7月31日） - 田中聖子 役（声のみ）
- 昼サテ（水・木曜）
- BSニュース 日経プラス10（月・金曜）（2020年4月 - 2021年3月、BSテレ東）
- 日経ニュースプラス9（月・木曜）（2021年3月29日 - 2024年3月、BSテレ東）[4][16]